# Bălcești
Bălcești ist eine Kleinstadt im Kreis Vâlcea in der historischen Region Walachei in Rumänien.

## Lage
Bălcești liegt in der Walachischen Tiefebene, am Unterlauf des Olteț, ein rechter Zufluss des Olt (Alt). Die Kreishauptstadt Râmnicu Vâlcea befindet sich etwa 65 km nordöstlich.

## Geschichte
Die erste urkundliche Erwähnung von Bălcești stammt aus dem Jahr 1574. Seit Beginn des 20. Jahrhunderts war der Ort ein lokales Handels- und Verwaltungszentrum. 2002 erhielt Bălcești den Status einer Stadt. Der wichtigste Erwerbszweig ist die Landwirtschaft.

## Bevölkerung
Bei der Volkszählung 2002 wurden in der Stadt 5780 Einwohner gezählt, darunter 5616 Rumänen und 159 Roma. Etwa 2300 lebten in Bălcești selbst, die übrigen in den acht eingemeindeten Ortschaften.

## Verkehr
Bălcești verfügt über keinen Bahnanschluss. Es bestehen regelmäßige Busverbindungen nach Râmnicu Vâlcea und Craiova. Die Stadt liegt am Drum național 65C von Craiova nach Horezu.

## Sehenswürdigkeiten
- Kirche Sf. Voievozi (1746) im Ortsteil Benești
- Kirche Sf. Voievozi (1774) im Ortsteil Otetelișu
- Kirche Sf. Nicolae  (1884) im Ortsteil Irimești

## Geboren in Bălcești
- Petrache Poenaru (1799–1875), Ingenieur und Revolutionär, geboren im heutigen Ortsteil Benești
- Florentin Smarandache (* 1954), Künstler und Autor